# Денисова Ульяна Вікторівна
Улья́на Ві́кторівна Дени́сова (11 січня 1983, Мурманськ, СРСР) — російська біатлоністка, дворазова чемпіонка  Європи з біатлону.

## Кар'єра в Кубку світу
- Дебют в кубку світу — 11 березня 2004 року в спринті в Хольменколлені — 78 місце.
- Перше попадання в залікову зону — 17 лютого 2005 року в спринті в Поклюці — 21 місце.

Найкращим результатом, якого вдолося досягти Ульяні на етапах Кубка світу з біатлону є 16 місце у спринті та гонці переслідування. Цей результат спортсменка продемонструвала на 6 етапі, що проходив у американському Преск-Айлі у 2011 році.

## Виступи на чемпіонатах Європи
| Рік  | Міце проведення | Інд | Спр | Пр | МС | Ест |
| 2002 | Контіолахті     |     | 11  | 11 |    | 2   |
| 2003 | Форні-Авольтрі  | 5   | 4   | 3  |    | 1   |
| 2004 | Мінськ          | 11  | 1   | 3  |    |     |
| 2008 | Нове-Мєсто      |     | 5   | 8  |    | 4   |

## Загальний залік в Кубку світу
- 2004—2005 — 48-е місце (104 очки)
- 2007—2008 — 56-е місце (21 очко)
- 2010—2011 — 63-е місце (22 очки)

## Статистика стрільби
| № п/п | Сезон     | Загальна      | Індивідуальна гонка | Спринт        | Гонка переслідування | Мас-старт     | Естафета   |
| ----- | --------- | ------------- | ------------------- | ------------- | -------------------- | ------------- | ---------- |
| 1     | 2004-2005 | 70,0% (21/30) | 0,0% (0/0)          | 70,0% (7/10)  | 70,0% (14/20)        | 0,0% (0/0)    | 0,0% (0/0) |
| 2     | 2007-2008 | 75,7% (53/70) | 0,0% (0/0)          | 70,0% (31/30) | 80,0% (32/40)        | 0,0% (0/0)    | 0,0% (0/0) |
| 3     | 2010-2011 | 75,0% (60/80) | 0,0% (0/0)          | 85,0% (17/20) | 75,0% (30/40)        | 65,0% (13/20) | 0,0% (0/0) |

## Виноски
1. ↑  У дужках наведена кількість влучних пострілів та загальна кількість пострілів. У статистиці стрільби рахуються постріли, які здійснив біатлоніст на етапах кубка світу та чемпіонаті світу